# 화이트식 표기

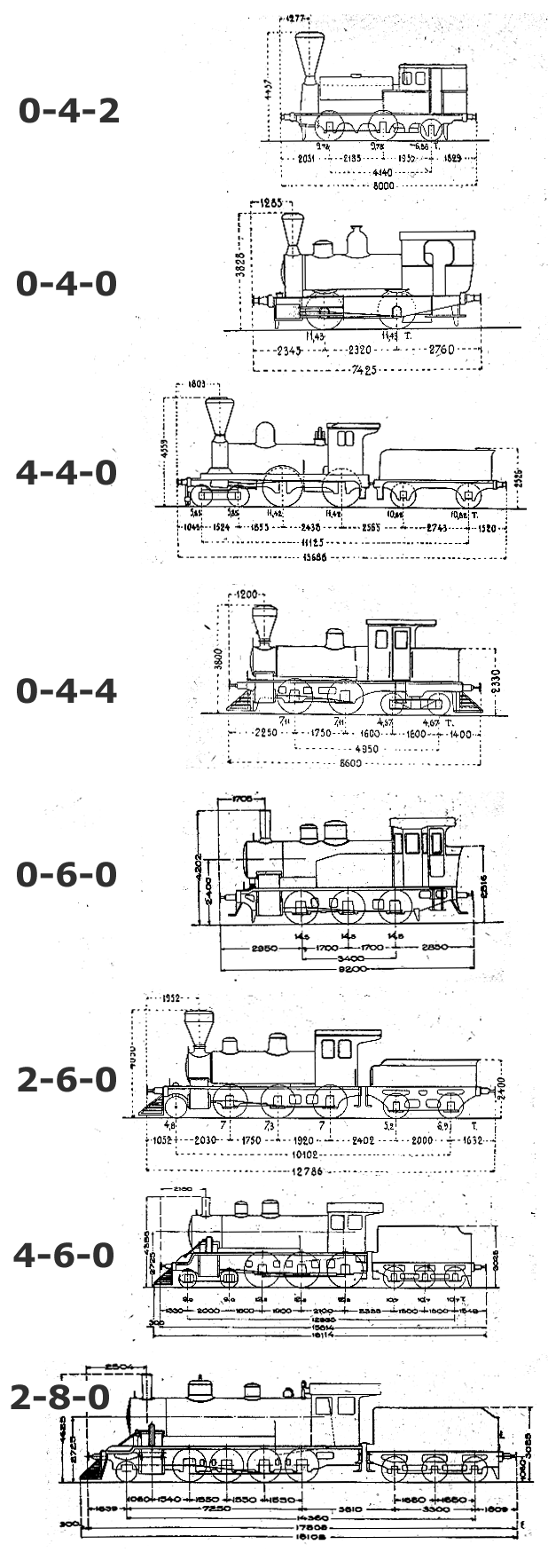
20세기 초반의 대표적인 기관차 종류 및 각각의 화이트 식 표기

화이트식 표기(Whyte notation)는 프레드릭 미드번 화이트(Frederik Methvan Whyte)가 고안하여 20세기 초반에 사용되었던 증기 기관차를 각각의 차륜 배치에 따라 분류하기 위해 고안된 표기법이다. 화이트의 표기법은 전륜 숫자, 동륜 숫자, 후륜 숫자를 세고, 이를 각각 하이픈으로 구분하여 나타낸다. 이는 각각의 축을 세는 다른 방식과 구분된다.
예를 들어 설명하면, 만약 4개의 전륜(2축), 6개의 동륜(3축), 그리고 2개의 후륜(1축)을 가지고 있다면, 4-6-2로 분류하게 되는 것이다.

## 연접식 기관차
하나의 보일러로 두 개의 기관차대가 연결된 개럿형 기관차와 같은 연접식 기관차 종류에 대해서는, 각각의 기관차가 가진 차륜 배치를 따로 적고, 둘 사이에 +를 표기한다. 예를 들면, "더블 퍼시픽(Double Pacific)"과 같은 개럿형 기관차는 4-6-2+2-6-4로 표기한다.
각각의 동륜군 사이에 전륜이나 후륜이 포함되지 않는 맬릿형 기관차와 같은 조금 더 단순한 연접식 기관차라면, 각각의 동륜군을 추가적으로 기입하는 방식으로 표기한다. 즉, 유니언 패시픽 철도의 "빅 보이"와 같은 경우, 4-8-8-4로 표기한다. 이는, 4개의 전륜, 8개의 동륜 그룹이 2개, 그리고 4개의 후륜을 가지는 구조를 나타낸다.

## 접미사
표기법에는 접미사를 붙여 추가적인 정보를 표기하기도 한다.
접미사 T, 즉 표기법의 말미에 T를 붙여 쓰는 경우(예, 2-6-2T), 탱크형 기관차를 의미한다. 만일 아무런 접미사가 없는 경우 텐더형 기관차로 본다. 영국의 경우 탱크형 기관차를 구분하기 위해 추가적인 접미사 표기법을 적용하기도 한다. 예를 들어 T는 측방 탱크(Side tank), PT는 패니어 탱크(Pannier tank), ST는 안장형 탱크(Saddle tank), WT는 웰 탱크(Well Tank), T+T는 탱크형 기관차에 추가적으로 탄수차(텐더)를 연결한 형식을 의미한다.

## 내연 기관차
영국의 경우, 소형 디젤 기관차 및 가솔린 기관차에 대해서는 증기 기관차와 동일한 방식을 통해 분류한다(예, 0-4-0, 0-6-0, 0-8-0). 여기에 디젤에 대해서는 D, 가솔린에 대해서는 P(Petrol을 의미), 그리고 여기에 덧붙여 각각의 동력 전달 장치에 대해서, 예를 들어 전기식이면 E, 유체식이면 H, 기계식이면 M으로 한 글자를 부가하는 식으로 접미사를 붙여 표기한다. 따라서, 0-6-0E는 6개의 동축을 가진 전기 구동식의 디젤 기관차를 나타낸다. 만일, 각각의 축이 사슬이나 샤프트로 연결되거나, 독립적으로 구동되는 경우, 즉, 연결봉으로 각 차륜이 연결되어 있지 않은 경우, 4w, 6w, 8w와 같은 형식을 써서 표기하는 것이 일반적이다. 즉, 4wPE는 4륜(2축) 전기 구동식 가솔린 기관차를 의미하게 된다. 대형 디젤 기관차의 경우 UIC 분류가 일반적으로 사용된다.
한국의 경우 내연 기관차에 대해서는 UIC 표기법을 따르며, 위와 같은 표기법을 적용하지 않는다.

## 제약
표준적인 증기 기관차 구성을 따르지 않는 기관차를 분류하는 데 있어 화이트 식 표기법은 잘 맞지 않으며, 따라서 다른 방식의 분류법을 사용해야만 한다. 독일 현업에 기반한 유럽 대륙계 국가에 있어서 널리 사용되는 UIC 분류 체계 쪽이 각각의 기관차 구성을 정확하고 완전하게 규정할 수 있다.

## 명명법
미국 현업에서는 널리 사용되는 각각의 차륜 배치에 대해서 명칭을 부여하여 부르기도 한다.

## 한국에서의 화이트 식 표기
한국에서는 증기 기관차에 대해서만 화이트 식 표기법을 적용하며, 디젤 또는 전기 기관차나, 단동차에 대해서는 적용하지 않는다. 이는 차량의 명명을 위한 것이 아닌, 해당 차량의 특성을 나타내기 위한 방식이며, 명칭 부여는 미국식을 기초로 한 고유의 방식을 사용하였다.

## 같이 보기
- 차륜 배치
- UIC 분류
- AAR 차륜 배치 표기